# 屈多夫
屈多夫（德語：Kühdorf）是德国图林根州的市镇，隶属于格赖茨县。总面积为2.2平方千米，截至2022年12月31日总人口为59人。

## 图库

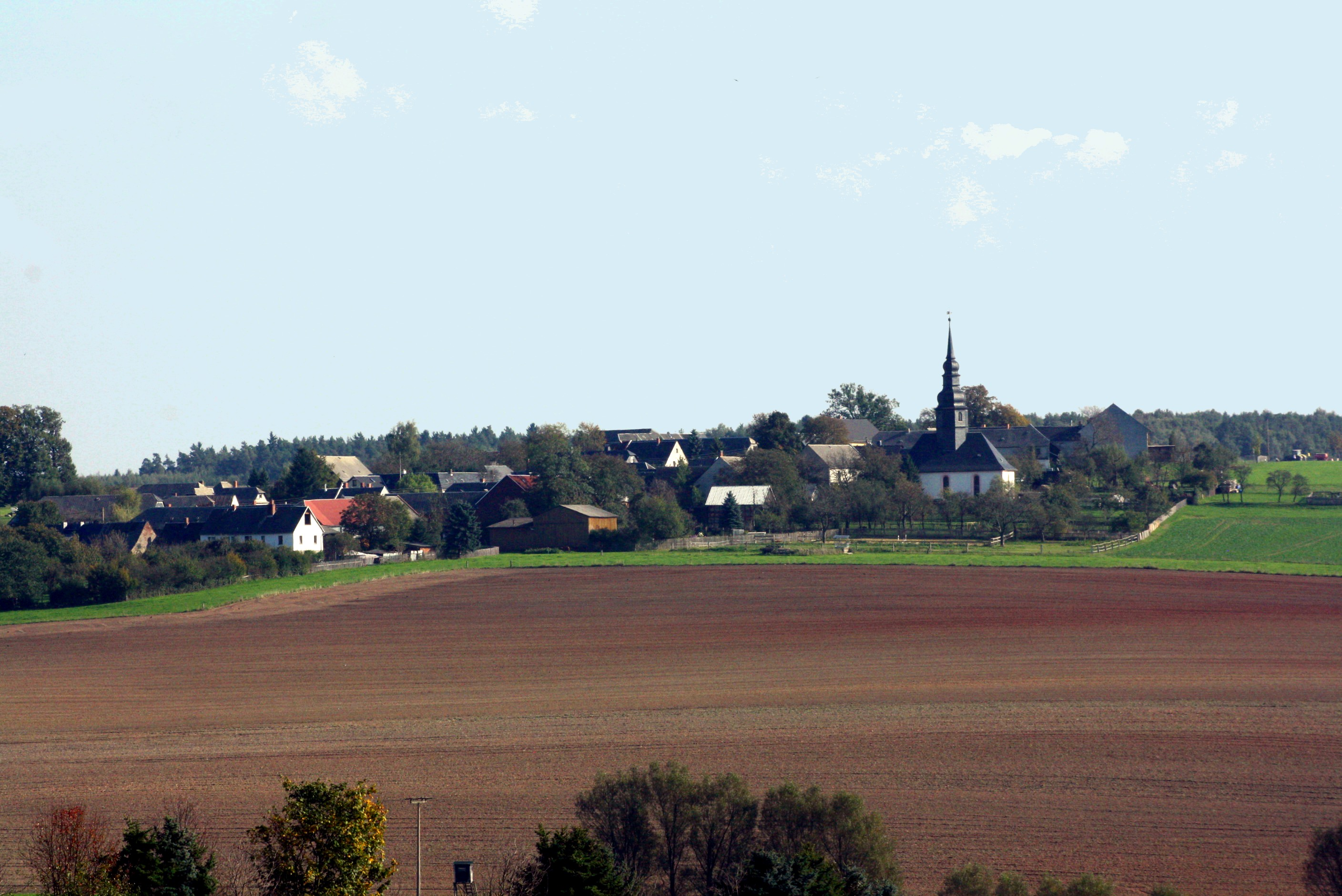
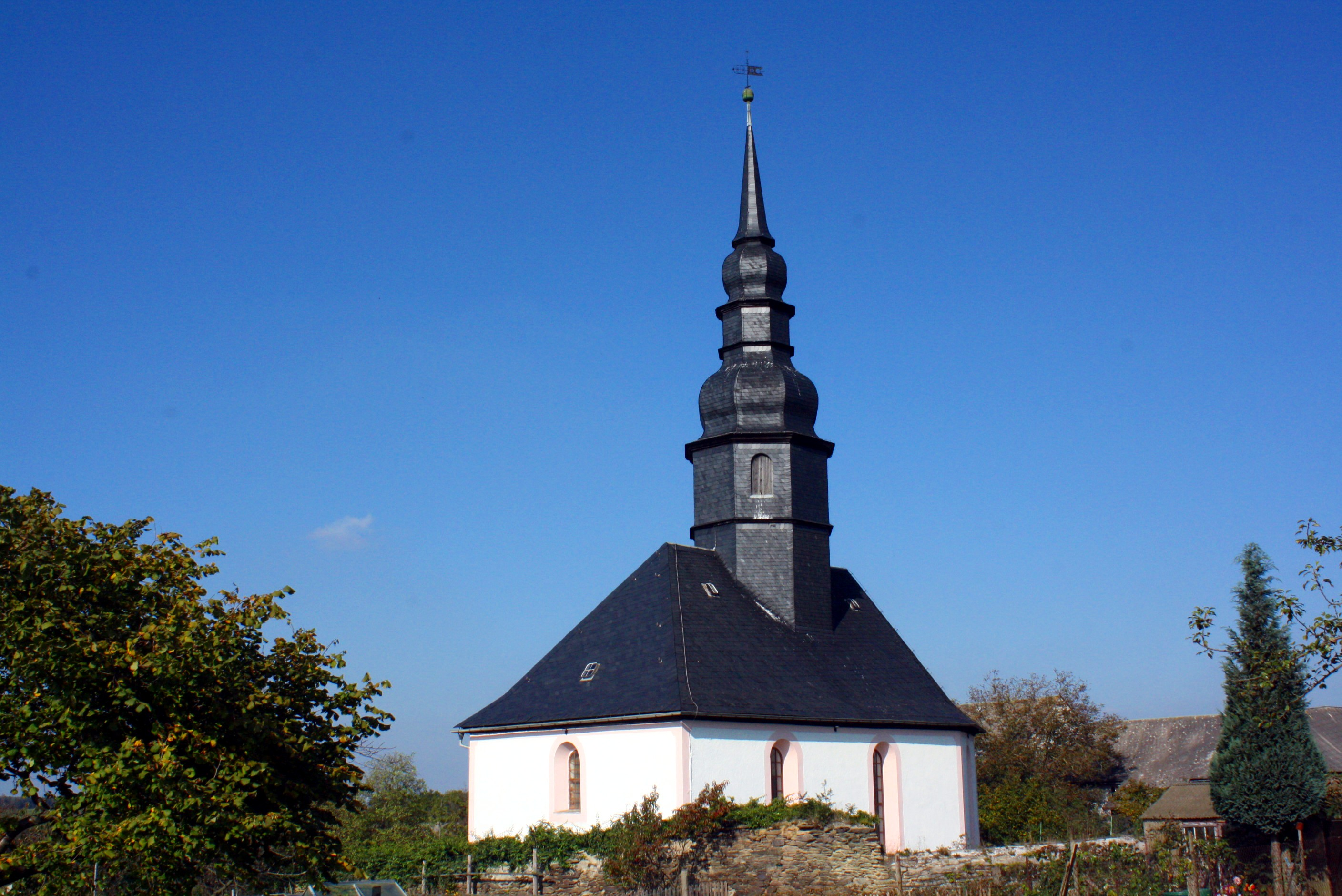